# I grandi magazzini
I grandi magazzini (o Grandi magazzini) è un film del 1939 diretto da Mario Camerini.
La pellicola è stata presentata in concorso alla 7ª Mostra internazionale d'arte cinematografica di Venezia.

## Trama
Ai Grandi Magazzini avvengono alcuni furti e il capo del personale accusa una commessa, ricattandola in cambio di favori sessuali. La ragazza, fidanzata con un autista, è però innocente: si scopre che dietro ai furti c'è proprio l'uomo che la ricatta, a capo di una banda di piccoli criminali.

## Produzione

Si gira una scena del film nel reparto confezioni per signora

### Regia
"Grandi magazzini, il nuovo film di Mario Camerini, è stato proiettato stasera in prima visione alla Mostra, alla presenza del ministro Alfieri e del dott. Goebbels, con vivissimo successo. Dalla data memorabile di Gli uomini, che mascalzoni... i film di Camerini hanno sempre figurato nelle competizioni veneziane quale una delle garanzie più sicure per i nostri colori....Applausi e risate a scena aperta...battimani che si rinnovò con uguale e festante fervore all'indirizzo di Assia Noris, presente nella sala. Camerini, trattenuto da impegni di lavorazione a Roma, non era potuto venire."
Nell'anno in cui la Coppa Mussolini è attribuita al propagandistico Abuna Messias, il "riservato e modesto" Mario Camerini, il regista i cui "...rapporti col regime fascista, pur improntati ad un'apparente tolleranza, mascheravano un'inconciliabilità di fondo", continua ad essere il fiore all'occhiello del cinema italiano
Epilogo della "pentalogia piccolo-borghese" (dopo Gli uomini, che mascalzoni... del 1932, Darò un milione del 1935, Ma non è una cosa seria del 1936, Il signor Max del 1937) Grandi magazzini esprime la piena maturità del regista nel suo originale (originalità in parte condivisa con Alessandro Blasetti) approccio alla commedia sofisticata. Lontano dal consunto cinema dei telefoni bianchi (o "commedia all'ungherese" o "via italiana al Déco") popolato di contesse, uomini in smoking, giovani dattilografe cui un fortunato amore col principale schiude le porte alla felicità e alla ricchezza, Camerini porta il cinema "in un mondo reale...di impiegati, commesse di negozio" anticipando secondo alcuni la commedia neorealista.
Non è dunque casuale che, sciolto il sodalizio con Mario Soldati, egli si avvalga in questo periodo della collaborazione alla sceneggiatura e come aiuto regista di Renato Castellani, una delle prominenti figure del rinnovamento post-bellico.
Tutto interno alla concezione artigianale del regista, alla sua visione del cinema come concorso di professionalità diverse, è il ruolo giocato dalla scenografia, affidata a Guido Fiorini, con Gastone Medin e Carlo Enrico Rava, uno dei grandi art director del cinema italiano degli anni '30 e '40. Così è per le originali architetture dei grandi magazzini (ponti, ascensori), come per la funzionalità del decor alla narrazione. Ad esempio i manichini (già richiamati nei titoli di testa), uno dei quali, giocosamente costruito ad imitare le fattezze dell'autista Guido, il protagonista, parandosi improvvisamente dinanzi a Lauretta, la trattiene dal suo proposito suicida, introducendo una nota grottesca nel sapiente dosaggio degli ingredienti, dalla pochade, all'umorismo, all'azione, che caratterizza il film.

## Accoglienza

### Critica
Scrive Paola Ojetti nelle pagine di Film del 19 agosto 1939: «I film di Camerini impeccabili sempre, le sue sceneggiature non fanno una grinza, tutto scorre via limpido e chiaro e la vicenda convince come se l'avessimo vissuta noi stessi. Oseremmo dire che se Camerini sbaglia, sbaglia proprio quando lui, il regista in punta di piedi, poggia in terra tutto il piede, con tutta la forza del corpo. Quel Glori-Scarpia è bravo, ma stona nel colore del film. E non è colpa di Glori, ben inteso, ma di quell'istante di mano un po' troppo pesante.»

## Citazioni
In una delle scene iniziali della pellicola, Lauretta (Assia Noris) ed Emilia (Luisella Beghi) stanno per salire sull'auto di Bertini (Enrico Glori) parcheggiata a fianco di una parete piena di poster. In almeno due di questi è riconoscibile la stessa Noris. Si nota soprattutto la locandina del film Batticuore (1939), la cui regia è ancora di Camerini.
Nel film di Fellini Roma (1972), all'arrivo del giovane Federico alla stazione Termini, avvenuto nel gennaio 1939, appare un enorme cartellone pubblicitario de I grandi magazzini (in cui il nome del film appare senza l'articolo). In una scena successiva il regista Camerini è citato da un vecchio attore che si vanta di aver lavorato con lui "in ruoli di viveur".